# Каменуха (Волынская область)
Каменуха (укр. Кам'януха) — село в Маневичской поселковой общине Камень-Каширского района Волынской области Украины.
До 2020 года входило в Маневичский район.
Код КОАТУУ — 0723680602. Население по переписи 2001 года составляет 340 человек. Почтовый индекс — 44641. Телефонный код — 3376. Занимает площадь 12,78 км².